# Gerardo Ferro Rojas
Gerardo Ferro Rojas (Cartagena de Indias, 1979) es un escritor y Comunicador Social colombiano. Ha publicado los libros de cuentos Un Día de Lluvia (1996), Cadáveres Exquisitos (IDCT de Cartagena, 2003), y Antropofobia, ganador del Concurso Nacional de Cuento de la Universidad Industrial de Santander, 2006. Sus relatos han aparecido en publicaciones literarias como la Revista Universidad de Antioquia, Número y El Malpensante.
En el 2003 su cuento La Comunidad del Autobús hizo parte de la antología De 1 a 10 del IDCT de Bogotá y en el 2008 ese mismo cuento fue antologado en el libro Señales de ruta. Ha ocupado primeros lugares y ha sido finalista en varios concursos nacionales y regionales de cuento. Publica textos con el seudónimo de Jerry Cabrón.